# ADVENTURE (monobrightのアルバム)
『ADVENTURE』（アドヴェンチャー）は、monobrightの3枚目のアルバム。2010年10月13日、デフスターレコーズよりリリースされた。
キャッチコピーは、「コノオトニ、マヨイナシ。 バンドの歴史に燦然と輝くマイルストーン」

## 解説
- 前作から1年6ヶ月ぶりとなるメジャー3枚目のアルバム。2月に発表された「monobright DO10!! 攻約宣言」通りに発売された。ちなみに公約発表時は「アドヴェンチャー」と片仮名表記であったが、現在の英語表記に変更された。
- 初回生産限定盤はボーナストラック収録、紙ジャケット仕様、PVやライブ映像を収録したDVDが付属される。monobrightのアルバム作品にDVDが付くのは初めてのことである。

## 収録曲
1. 81日目のAM1:16 (2:40)
インストゥルメンタル曲。タイトルは「今年の81日目（3月22日）のAM1:16にできた」ことからつけられた。
2. 雨にうたえば -Ame ver.- (6:19)
9thシングルのアルバムバージョン。イントロに雨の音が追加されている。PVの音源はこちらのバージョンが使用されている。
3. 黒い空 (4:13)
4. 裸の目をしたミュータント (4:09)
5. 孤独の太陽 (3:53)
7thシングル。ドラマ「サムライ・ハイスクール」主題歌
6. 2010年のKOZOO (2:48)
7. JOYJOYエクスペリエンス (3:52)
6thシングル。
8. ポーツス (3:09)　（※初回限定盤のみ収録）
9. 英雄ノヴァ (3:29)
8thシングル。
10. 正義にて (0:51)
11. 白 (6:45)
「雨にうたえば」に収録されていた「黒」という楽曲と関係している。

全作詞・作曲：桃野陽介（#1：作曲のみ）　編曲：monobright

## 初回特典DVD
1. JOYJOYエクスペリエンス
2. JOYJOYエクスペリエンス <ライヴver.>
3. 孤独の太陽
4. 孤独の太陽 <ライヴver.>
5. 英雄ノヴァ
6. 英雄ノヴァ <ライヴver.>
7. 雨にうたえば
8. 雨にうたえば <ライヴver.>
9. 踊る脳 <ライヴver.>